# Undergraduate student
Undergraduate student, engelskspråkig term som vanligen syftar på en universitets- eller högskolestudent som studerar i syfte att ta en kandidatexamen. En student som tagit kandidatexamen tituleras vanligen postgraduate student eller bara graduate student.